# Rector's to Claremont
Rector's to Claremont je americký němý film z roku 1904. Režisérem je Edwin S. Porter (1870–1941). Film trvá necelé čtyři minuty.

## Děj
Skupina strávníků opouští restauraci a nastoupí si do kočáru. Ten krátce nato odjíždí, čehož si všimne muž, který si do něj chtěl také nastoupit. Přátelé kvůli němu ze škodolibosti povoz nezastaví a opomenutý člen party je nucen za nimi běžet.